# Divojevići
Divojevići falu Horvátországban Split-Dalmácia megyében. Közigazgatásilag Lećevicához tartozik.

## Fekvése
Splittől légvonalban 23, közúton 45 km-re északnyugatra, Trogirtól légvonalban 17, közúton 30 km-re északra, községközpontjától 10 km-re északnyugatra, Dalmácia középső részén, a megyehatár közelében fekszik.

## Története
Divojevići területe már a történelem előtti időben is lakott volt. Ezt bizonyítja a Gradina kod Čovinog dolaca és a Jedinica nevű magaslatokon található ókori várak maradványa. A középkorban ez a terület a zagorai grófsághoz tartozott. A 16. században elpusztította a török, maradék lakossága elmenekült. A 17. század végén a töröktől való felszabadulás után a sinji ferences atyák Boszniából és Hercegovinából katolikusokat telepítettek be. A čvrljevoi plébánia falvai közé tartozott. 1797-ben a Velencei Köztársaság megszűnésével a település a Habsburg Birodalom része lett. 1806-ban Napóleon csapatai foglalták el és 1813-ig francia uralom alatt állt. Napóleon bukása után ismét Habsburg uralom következett, mely az első világháború végéig tartott. 1857-ben 205, 1910-ben 259 lakosa volt. Az I. világháború után rövid ideig az Olasz Királyság, ezután a Szerb-Horvát-Szlovén Királyság, majd Jugoszlávia része lett. A második világháború idején olasz csapatok szállták meg. Lakossága 2011-ben 49 fő volt, akik főként mezőgazdaságból és állattartásból éltek.

## Lakosság
| Lakosság változása | Lakosság változása | Lakosság változása | Lakosság változása | Lakosság változása | Lakosság változása | Lakosság változása | Lakosság változása | Lakosság változása | Lakosság változása | Lakosság változása | Lakosság változása | Lakosság változása | Lakosság változása | Lakosság változása | Lakosság változása |
| ------------------ | ------------------ | ------------------ | ------------------ | ------------------ | ------------------ | ------------------ | ------------------ | ------------------ | ------------------ | ------------------ | ------------------ | ------------------ | ------------------ | ------------------ | ------------------ |
| 1857               | 1869               | 1880               | 1890               | 1900               | 1910               | 1921               | 1931               | 1948               | 1953               | 1961               | 1971               | 1981               | 1991               | 2001               | 2011               |
| 205                | 210                | 220                | 256                | 252                | 259                | 260                | 286                | 306                | 305                | 311                | 257                | 150                | 99                 | 59                 | 49                 |

## Nevezetességei
- Keresztelő Szent János tiszteletére szentelt római katolikus temploma 1890-ben terméskőből épült. 1968-ban új kórust kapott. 1972-ben egy villámcsapás lerombolta a harangtornyot és a templom tetőzete is súlyosan megsérült. 1975-ben új harangtornyot építettek, benne két harang található. Az 1972-es években új harangot kapott és a harangozást is automatizálták. Egyhajós épület, bejárata felett a homlokzaton kis körablakkal. Az apszisban áll a márvány oltár Keresztelő Szent János márvány szobrával. Körülötte található a falu temetője.[5]
- A Brig nevű hely egy ősi temető, ahol szétszórva körülbelül 80 négyzetméter területen 27 régi síremlék található. A nekropolisz központi helye egy halom, amelynek szélén a sírkövek vannak, melyek masszív kőlapok, kőtömbök formájában vannak kialakítva. A sírkövek többsége díszítetlen, de a halom szélén elhelyezettek közül az egyik díszítéssel is rendelkezik egy domború kettős kereszt formájában. A halomtól nyugatra számos más síremlék található, amelyek közül a legimpozánsabb egy hatalmas sírkő, amelynek egyik oldalán emberi alak stilizált ábrázolása, a másik oldalán dombormű alakú befogadó található. A díszítő elemek és a sírkövek formája alapján a nekropolisz kora a 15. századra tehető.[6]